# Chrysometa sumare
Chrysometa sumare är en spindelart som beskrevs av Claude Lévi 1986. Chrysometa sumare ingår i släktet Chrysometa och familjen käkspindlar. Inga underarter finns listade i Catalogue of Life.